# Lee Wei
Lee Wei (Chinese: 李威) (9 de julio de 1986, Taipéi), es un cantante Mandopop y actor taiwanés, su carrera musical se inició a partir del 2000 y se mantiene activo hasta la fecha. Él ha debutado tanto en la televisión como en el cine, trabajando como actor en varias series televisivas y en una sola película como en "Blue Cha Cha" en 2004. Después incursiona en la música, en la que ha grabado dos álbumes discográficos como "Rain and Tears" en 2004 y "Hei Ye Ming Tian" (黑夜明天) en 2006. Además habla y domina con fluidez el chino mandarín, el Minnan taiwanés y el Inglés, también es un jugador de baloncesto.

## Filmografía

### Televisión
| Televisión | Televisión      | Televisión                               | Televisión                     | Televisión | Televisión | Televisión    |
| ---------- | --------------- | ---------------------------------------- | ------------------------------ | ---------- | ---------- | ------------- |
| Año        | Título en Chino | Título en Inglés                         | Personaje                      | Canal      | Notas      | Con           |
| 2000       | 麻辣鮮師        | Spicy Teacher                            | Lin Tong (林龍)                | CTS        | Main Cast  | None          |
| 2001       | 吐司男之吻      | Toast Boy's Kiss                         | Lee Wei (李威)                 | CTS        | Lead Role  | Li Kang Yi    |
| 2002       | 甜檸檬之戀      | Sweet Lemon                              | Duan Mu                        | CTV        | Lead Role  | Liang You Lin |
| 2002       | 愛情本事        | Toast Boy's Kiss II: The Ability of Love | Lee Wei (李威)                 | CTS        | Lead Role  | Terri Kwan    |
| 2004       | 單身宿舍連環泡  | Singles Dormitory                        | Han Zheng Tai                  | CTS        | Lead Role  | N/A           |
| 2004       | 極速傳説        | The Legend of Speed                      | Xiao Feng/Ji Wu Feng           | CTV        | Lead Role  | Rainie Yang   |
| 2004       | 求婚事務所      | Say Yes Enterprise: The Graduate         | Xiao Wu                        | TTV        | Lead Role  | Cecilia Yip   |
| 2005       | 惡靈05          | Evil Spirit 05                           | Er Zi Liang                    | GTV        | Lead Role  | None          |
| 2006       | 车神            | Fast Track Love                          | Huo Jun Cong                   | N/A        | Main Cast  | Ady An        |
| 2006       | 天堂來的孩子    | The Kid from Heaven                      | Zhang Xing He (張星禾)         | CTS        | Lead Role  | Chen Yi Rong  |
| 2007       | 放羊的星星      | My Lucky Star                            | Han Zhi Yin (韓志胤)           | TTV        | Main Cast  | None          |
| 2007       | 麻雀愛上鳳凰    | Calling Love                             | Steven/Gao Feng (高峰)         | CTS        | Lead Role  | Li Xiaolu     |
| 2008       | 鬥牛。要不要    | Bull Fighting                            | Jin Zi Cong (金子聰)           | TTV        | Main Cast  | None          |
| 2009       | 協奏曲          | The Concerto                             | Feng Shang Ning (馮尚寧)       | TTV        | Lead Role  | Esther Liu    |
| 2009       | 海派甜心        | Hi My Sweetheart                         | He Yan Feng (何言風)           | CTS        | Main Cast  | None          |
| 2010       | 聊斋3           | Liao Zhai 3                              | Gan Fan (高蕃)/Lin Feng (林峰) | CTV        | Lead Role  | Jia Qing      |
| 2011       | 艋舺燿輝        | Monga Yao Hui                            | Chen Yao Hui (陳燿輝)          | CTS        | Lead Role  | None          |
| 2011       | 聖堂風雲        | Sanctuary                                | Li Jie Yang (黎介揚)           | TVBS       | Lead Role  | None          |
| 2012       | 小孩大人        | Man Boy                                  | Lin Zhen Sheng                 | PTS        | Lead Role  | Li Kang Yi    |

### Películas
| Movies | Movies       | Movies    | Movies           | Movies          | Movies |
| ------ | ------------ | --------- | ---------------- | --------------- | ------ |
| Año    | Título       | Personaje | Producción       | Notas           | Con    |
| 2004   | Blue Cha Cha | Hao       | Green Light Film | Supporting Role | None   |

## Discografía
| Discography | Discography                 | Discography                          |
| ----------- | --------------------------- | ------------------------------------ |
| Año         | Título                      | Notas                                |
| 2004        | Rain and Tears              | Opening Song for Singles Dormitory   |
| 2006        | Hei Ye Ming Tian (黑夜明天) | Opening Song for The Kid from Heaven |